# Musical-Orchester

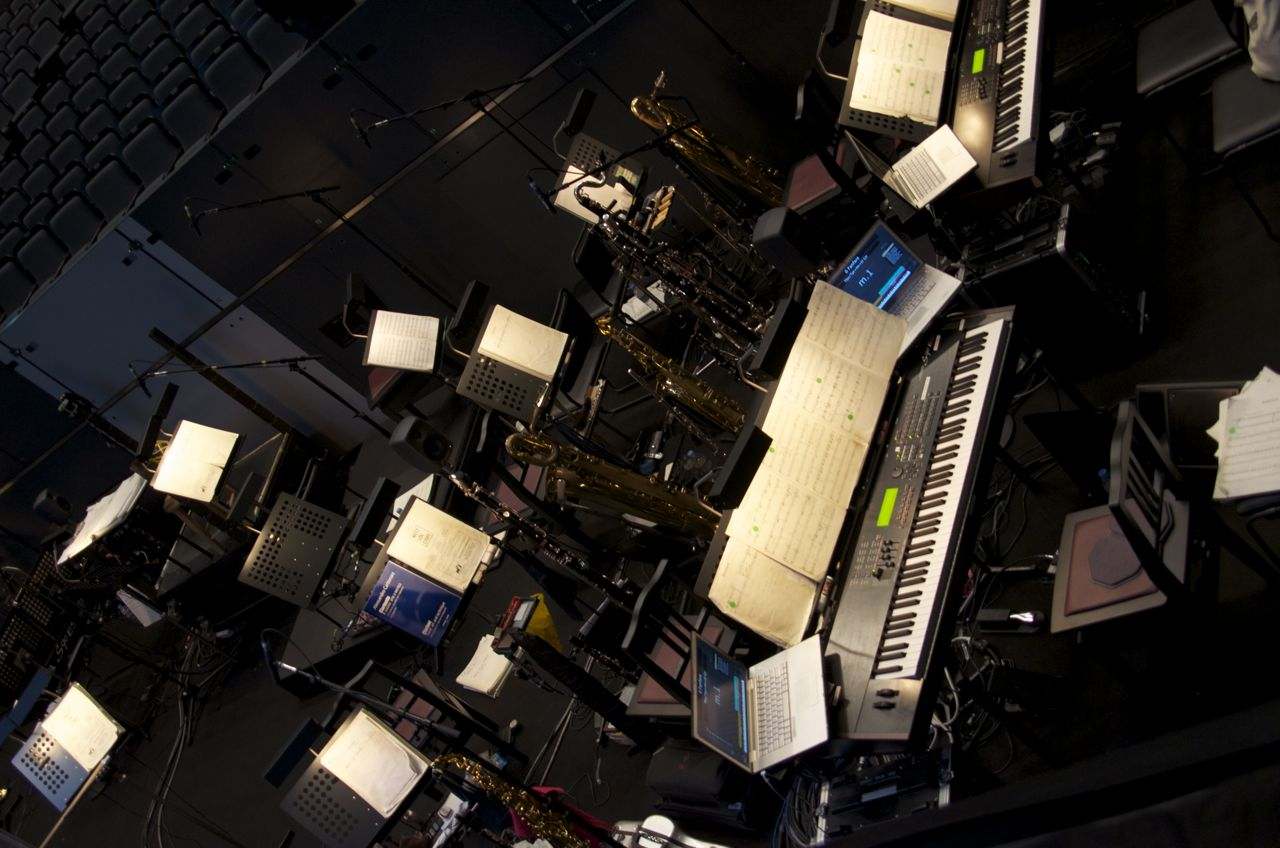
Orchester einer Aufführung des Musicals West Side Story in Tokio 2012

Musical-Orchester (englisch auch [Musical] Pit Band) im Orchestergraben von Theatergebäuden sind im Vergleich zum Symphonieorchester der Opernaufführungen in der Regel eher kleinere Ensemblebesetzungen oder Bands, die der musikalischen Begleitung von Musicals dienen. Für gewöhnlich wird die Musik hier bei jeder Vorstellung live eingespielt, es gibt allerdings auch Aufführungen von Musicals, bei denen die Begleitung der Gesangsstimmen als Playback von einem Tonträger stammt.

## Aufbau und Generelles
Symphonieorchester sind häufig mit 60 bis 100 Musikern oder teils noch größer besetzt, während sich Musical-Orchester in der Regel nur aus 5 bis 30 Musikern zusammensetzen. Die kommerziellen Produktionsstrukturen der Broadway- und West-End-Produktionen in der frühen Zeit der Musical Comedy seit den 1930er-Jahren erlaubten keine personalintensive Musikbegleitung, die Platzverhältnisse in den Theatern waren beengt und die Textverständlichkeit der noch unverstärkten Gesangstimmen durfte nicht durch einen vollen Orchesterklang beeinträchtigt werden. Auch muss natürlich der weitaus höhere Kostenaufwand, ausgehend von vollbesetzten Orchestern (vgl. Oper), berücksichtigt werden.
Durch den Fortschritt der Tontechnik im Lauf des 20. Jahrhunderts haben sich die Besetzungen zum Teil noch reduziert. Andrew Lloyd Webber fordert für sein Musical Das Phantom der Oper in etwa 27 Spieler, während Elton John für sein Musical Aida nur 12, oder Stephen Schwartz für Godspell nur 4 Ensemblemitglieder verlangt.
Ein weiterer Unterschied zu den klassischen Besetzungen ist, dass vor allem die Holzbläser nicht bloß die Variantinstrumente der klassischen Musik beherrschen müssen (also beispielsweise beim Flötisten sowohl die Querflöte als auch Piccolo und Altflöte), sondern wie die Holzbläser in einer Big Band häufig zwischen Saxophonen, Flöten und Klarinetten wechseln. Besonders in den Instrumentationen, die von der Praxis der Salonorchester um etwa 1900 ausgehen, werden häufig noch weitere Zusatzinstrumente gefordert, wie etwa die Paarung von Klarinette, Oboe und Fagott (alle Rohrblattinstrumente), von Posaune, Cello und Fagott (alle „Bassinstrumente“). Dennoch sind auch heute für vielerlei Aufführungen noch Multiinstrumentalisten gefordert, die zumindest zwei verschiedene Instrumententypen beherrschen müssen. Aufgrund der häufigen Wechsel werden die Holzbläser auch nicht wie in der klassischen Musik (also z. B.: Flöte 1, Flöte 2, Oboe 1, English Horn etc.) notiert, sondern in Reed (engl. für Holzblasinstrument) I, Reed II, Reed III etc. aufgeteilt. Häufig haben Musicals 3–5 Reed-Spieler. In Leonard Bernsteins Musical West Side Story wird beispielsweise vom ersten Holzbläser verlangt, dass er zwischen Piccolo- und Querflöte, Alt-Saxophon sowie B- und Bassklarinette wechselt (hierbei handelt es sich aber auch eher um ein recht extremes Beispiel).
Im Gegensatz zu den Holzbläsern sind die Blechbläser in der Regel eher fest besetzt (oft 2 Hörner, 2 Trompeten und 1–2 Posaunen – falls der Score eher Big-Band-artige Züge aufweist aber auch gerne jeweils 3–4 Trompeten/Posaunen) und verlangen meist keine Multiinstrumentalisten. Vor allem die Waldhörner (da sie als Nebeninstrument praktisch nur die weitaus seltener verwendete Wagnertuba haben) wechseln selten. Dennoch kommen durchaus Partien vor, in denen z. B. die 1. Trompete zum Flügelhorn oder zum Kornett wechseln muss. Ebenso kann ein Wechsel zwischen Tenor- und Bass-Posaune, oder gar Tuba, verlangt sein.
Auch die Streichorchester sind im Vergleich zu den zahlreich besetzten Streicherstimmen im klassischen Orchester vergleichsweise sehr dünn besetzt und werden üblicherweise durch synthetische Streichersounds der Keyboards gestützt. Im Gegensatz zum klassischen Orchester fehlen teilweise die Bratschen, ähnlich wie im Salonorchester, wo sie durch die Violine obligat ersetzt wurden. Die Streicherbesetzung einer Musicalproduktion setzt sich manchmal nur aus wenigen Violinen, ein bis zwei Celli und dazu meist nur einem Kontra- oder E-Bass zusammen (Streich- bzw. Symphonieorchester fordern dagegen im Mittelwert ca. 40–60 Streicher).
Generell werden bei Musicals heute mehrere Keyboards verwendet (nicht unüblich sind drei oder mehr), wodurch nicht nur, wie bereits oben erwähnt, der Klang (v.A. der Sound der Streicher, aber teils auch ebenso des Bleches und Holz) angereichert wird, sondern auch die im Orchestergraben nicht vorhandenen Instrumente wie Orgel, Cembalo, Perkussions- oder Blasinstrumente mit moderner Sampletechnik überzeugend emuliert werden können.
Nicht zuletzt wegen der erwähnten Gegebenheiten erfordert die Instrumentation von Musicals besonderes Geschick und wird ähnlich wie bei Filmmusik üblicherweise von einer anderen Person als dem Komponisten, dem sogenannten Orchestrator (Arrangeur), vorgenommen.

## Unterschiede zum großen Symphonieorchester
Wie oben erwähnt unterscheidet sich die Größe (v. a. extrem bei den Streichern, aber auch bei den Holzbläsern) und Zusammensetzung deutlich von einem großbesetzten Sinfonieorchester. Dennoch kommen selbstverständlich auch bei Musical-Orchestern viele bereits aus klassischen Orchesterbesetzungen bekannte Instrumente zum Einsatz. Allerdings werden bestimmte Musikinstrumente, die eher aus Pop, Rock und Jazz bekannt sind, wie Keyboards, Drum-Kit, E-Bass, E-Gitarre oder Saxophone (am üblichsten Sopran, Alt, Tenor und Bariton), aber auch eher für reine Blasmusik konzipierte Instrumente (wie Kornett, Bariton-, Tenor- oder auch Flügelhorn) auffallend häufig verwendet.
Wie bereits beschrieben sind bei den Holzbläsern, aber teils auch bei den Blechbläsern quasi immer Multiinstrumentalisten besetzt, die oft beachtlich viele Instrumente beherrschen müssen, um Personal zu sparen. Dementsprechend sind auch die Pausen in Musicalproduktionen oftmals deutlich geringer. Natürlich wird auch bei den Bläserstimmen (auch hier insbesondere beim Holz) in großen, klassischen Orchesterformationen auch teils zwischen den Instrumenten gewechselt, allerdings kaum so exzessiv. Auch wird hier nie von den Instrumentalisten verlangt zu einem Instrument einer anderen Gattung zu wechseln (also z. B. von Querflöte zu B-Klarinette), sondern lediglich zwischen den üblichen, gattungsinternen Instrumenten (also z. B. von Fagott zu Kontrafagott, oder wie bereits weiter oben erwähnt von Querflöte zu Piccolo, zu Alt-Flöte) zu wechseln.
Die letztendliche Instrumentierung ist allerdings sehr variabel und stark von Stil, Genre (Pop, Rock, Swing etc.) und Machart des Musicals, sowie finanziellen Gegebenheiten abhängig. In manchen Stilistiken werden den Instrumentalisten bestimmte zusätzliche Fähigkeiten abverlangt; so bei Big-Band-, Pop- oder Funk- inspirierten Instrumentationen, in denen stiltypisch besonders hohe Trompetentöne, bis über die mittlere dreigestrichene Oktave und höher, erwartet werden, mit der sauberen Ausführung/Intonierung solch hoher Töne ein „klassischer“ Trompeter sicherlich Probleme haben könnte. Analog dazu werden insbesondere im Blech hierzu (wenn passend) wesentlich häufiger Big-Band Techniken angewandt, wie z. B. Falls (herabfallender Ton), Doits (herabfallende Figur) oder Turns (eine Art kurzer Triller). Auch diese Techniken mögen nicht allzu typisch für klassisches Orchesterwerk sein.

## Beispiele für Besetzungen

### Cole Porter:Anything Goes, 1934
Das hauptsächlich von Hans Spialek instrumentierte Musical Anything Goes von Cole Porter (Uraufführung am New Yorker Broadway 1934) hat ursprünglich folgende Orchesterbesetzung:
Reed I: Oboe, Englisch Horn, Bassoboe, Celesta. Reed II: Flöte, Klarinette, Bassklarinette, Altsaxophon, Baritonsaxophon. Reed III: Piccoloflöte, Flöte, Oboe, Klarinette, Bassklarinette, Altsaxophon. Reed IV: Flöte, Klarinette, Tenorsaxophon), 3 Trompeten, Posaune, Schlagzeug, Klavier, Violinen (3 Pulte A–C), Bratsche (mit Gitarre), Violoncello, Kontrabass.

### Richard Rodgers:Oklahoma!, 1943
Das von Robert Russell Bennett orchestrierte Musical Oklahoma! von Richard Rodgers (Uraufführung am Broadway 1943) hat dem Stil der Musik entsprechend ein „klassisches“ Orchester: Reed I: Flöte, Piccolo. Reed II: Oboe, Englisch Horn. Reed III: Klarinette, Bassklarinette. Reed IV: Klarinette. Reed V: Fagott. 2 Hörner, 2 Trompeten, Posaune, Schlagzeug, Klavier, Gitarre (mit Banjo), Harfe, Streicher.

### Andrew Lloyd Webber:Evita, 1978
Eine grundsätzliche Veränderung brachte die elektroakustische Verstärkung aller Stimmen seit den 1960er Jahren. Das Klavier wird durch Keyboards ersetzt, elektrische Gitarren und Bassgitarren halten Einzug, und die Holzbläser müssen zwischen weniger Instrumenten wechseln.
Das von Hershy Kay orchestrierte Musical Evita von Andrew Lloyd Webber (Uraufführung in London 1978) hat im Original folgende Orchesterbesetzung: 3 Reeds: alle mit Flöte, Klarinette und Saxophonen. 2 Hörner, 2 Trompeten, Posaune, 2 elektrische Gitarren, E-Bass, Harfe, Schlagzeug, Perkussion, 2 Keyboards, 6 Violinen, 3 Violoncelli.

## Vergrößerte Musical-Ensembles
Dennoch müssen Musicalnummern nicht zwangsläufig immer für kleine Ensemblegruppen vorgesehen sein.
Die typischste Ausnahme sind Filmmusicals bzw. Filme die viele Musicalnummern beinhalten. Diese greifen dann normalerweise auf vollbesetzte Orchester zurück, da hier der Produktion weder Budget oder Sonstiges im Weg stehen. Beispiele hierfür z. B. sind eine Vielzahl von Disneyfilmen, die alten MGM Produktionen aus der Nachkriegszeit, oder nicht zuletzt der preisgekrönte Film La La Land und ebenso Fernsehserien wie Family Guy oder die Simpsons.
Auch werden zu bestimmten Anlässen die ursprünglich kleinbesetzten Musicalorchestrationen, für größer besetzte Orchester adaptiert. Dies geschieht z. B. häufig bei Preisverleihungen, wie den jährlich stattfindenden Tony Awards oder den Olivier Awards, oder bei Konzerten wie den Proms (eine großangelegte Sommerkonzertreihe in London). Seltener geschieht dies auch bei Jubiläumsausgaben oder Neuauflagen, wie den Miss Saigon: Complete Symphonic Recording aus dem Jahr 1995.